# Ao Vivo em Floripa
Ao Vivo em Floripa é o quarto álbum ao vivo e o terceiro DVD da dupla sertaneja Victor & Leo, lançado em 23 de setembro de 2012 pela Sony Music, sendo o último trabalho da dupla com a gravadora. Foi gravado no dia 28 de março de 2012 na Av. Beira-Mar Continental, na cidade de Florianópolis, Santa Catarina, e contou com as participações de Chitãozinho & Xororó, Zezé Di Camargo & Luciano, Paula Fernandes, Thiaguinho, Marciano, Nando Reis, Nice e Pepeu Gomes. Além de conter regravações, o repertório conteve seis canções inéditas.

## Faixas
Todas as faixas escritas e compostas por Victor, exceto onde indicado. 
| CD             | |                                |         |  |
| N.º            | Título                                                                                             | Compositor(es)                 | Duração |  |
| 1.             | "Não Me Perdoei"                                                                                   |                                | 3:48    |  |
| 2.             | "Boa Sorte pra Você/Estrela Cadente/Água de Oceano"                                                |                                | 9:39    |  |
| 3.             | "Quando Você Some" (feat. Zezé Di Camargo & Luciano)                                               |                                | 4:14    |  |
| 4.             | "Boteco de Esquina/Fio de Cabelo" (feat. Chitãozinho e Xororó)                                     | Leo, Chitãozinho & Xororó      | 4:07    |  |
| 5.             | "Beijo de Luz" (feat. Chitãozinho e Xororó)                                                        |                                | 3:24    |  |
| 6.             | "Sexy Yemanjá" (feat. Pepeu Gomes)                                                                 | Pepeu Gomes, Tavinho Paes      | 3:57    |  |
| 7.             | "Maluco" (feat. Thiaguinho)                                                                        |                                | 3:36    |  |
| 8.             | "Você Sabia/Ao Vivo e em Cores/Sinto Falta de Você"                                                | Leo                            | 4:41    |  |
| 9.             | "Altas Horas" (feat. Nando Reis)                                                                   |                                | 4:26    |  |
| 10.            | "Fuscão Preto"                                                                                     | Jeca Mineiro, Atilio Versuttis | 2:44    |  |
| 11.            | "Se Eu Não Puder Te Esquecer" (feat. Marciano)                                                     | Moacyr Franco                  | 3:08    |  |
| 12.            | "Ainda Ontem Chorei de Saudade" (feat. Marciano, Chitãozinho & Xororó e Zezé Di Camargo & Luciano) | Moacyr Franco                  | 2:57    |  |
| 13.            | "Sem Negar" (feat. Nice)                                                                           | Nice                           | 3:52    |  |
| 14.            | "Não Precisa"                                                                                      |                                | 3:26    |  |
| 15.            | "Amor de Alma"                                                                                     |                                | 2:34    |  |
| 16.            | "Meu Eu em Você" (feat. Paula Fernandes)                                                           | Paula Fernandes                | 4:04    |  |
| 17.            | "Lágrimas"                                                                                         | Marcelo Martins, Sérgio Porto  | 3:17    |  |
| Duração total: | Duração total:                                                                                     | Duração total:                 | 1:07:54 |  |

### DVD
1. Não Me Perdoei
2. Tem Que Ser Você
3. Boa Sorte pra Você/Estrela Cadente/Água de Oceano
4. Nova York
5. Vida Boa
6. Quando Você Some (part. Zezé Di Camargo & Luciano)
7. Sem Negar (part. Nice)
8. Você Sabia/Ao Vivo e em Cores/Sinto Falta de Você
9. Amor de Alma
10. Lágrimas
11. Sexy Yemanjá (part. Pepeu Gomes)
12. Altas Horas (part. Nando Reis)
13. Boteco de Esquina/Fio de Cabelo (part. Chitãozinho & Xororó)
14. Beijo de Luz (part. Chitãozinho & Xororó)
15. Não Precisa
16. Fuscão Preto
17. O Granfino e o Caipira/Anunciação/Timidez
18. Maluco (part. Thiaguinho)
19. Telefone Mudo/60 Dias Apaixonado/Fazenda São Francisco (Maior Proeza)/Cavalo Enxuto/Pagode em Brasília
20. Se Eu Não Puder te Esquecer (part. Marciano)
21. Ainda Ontem Chorei de Saudade (part. Marciano, Chitãozinho & Xororó e Zezé Di Camargo & Luciano)
22. Meu Eu em Você (part. Paula Fernandes)
23. Sonhos e Ilusões em Mim (part. Paula Fernandes)
24. Fotos/Fada/Amigo Apaixonado
25. Borboletas